# Il Pensiero

Il Pensiero (La Pensée en français) est une revue anarchiste italienne publiée par Pietro Gori et Luigi Fabbri. Le premier numéro est sorti à Rome le 25 juillet 1903. La revue fut ensuite publiée de manière bimensuelle jusqu’en 1911, année de la mort de Pietro Gori.
Deux autres numéros spéciaux parurent par la suite : en décembre 1912 un numéro consacré à Kropotkine et en février 1913 un numéro consacré à Giordano Bruno.